# 観音坂
座標: 北緯35度40分37.5秒 東経139度42分42.9秒 / 北緯35.677083度 東経139.711917度観音坂（かんのんざか）は、東京都渋谷区千駄ヶ谷にある坂道である。

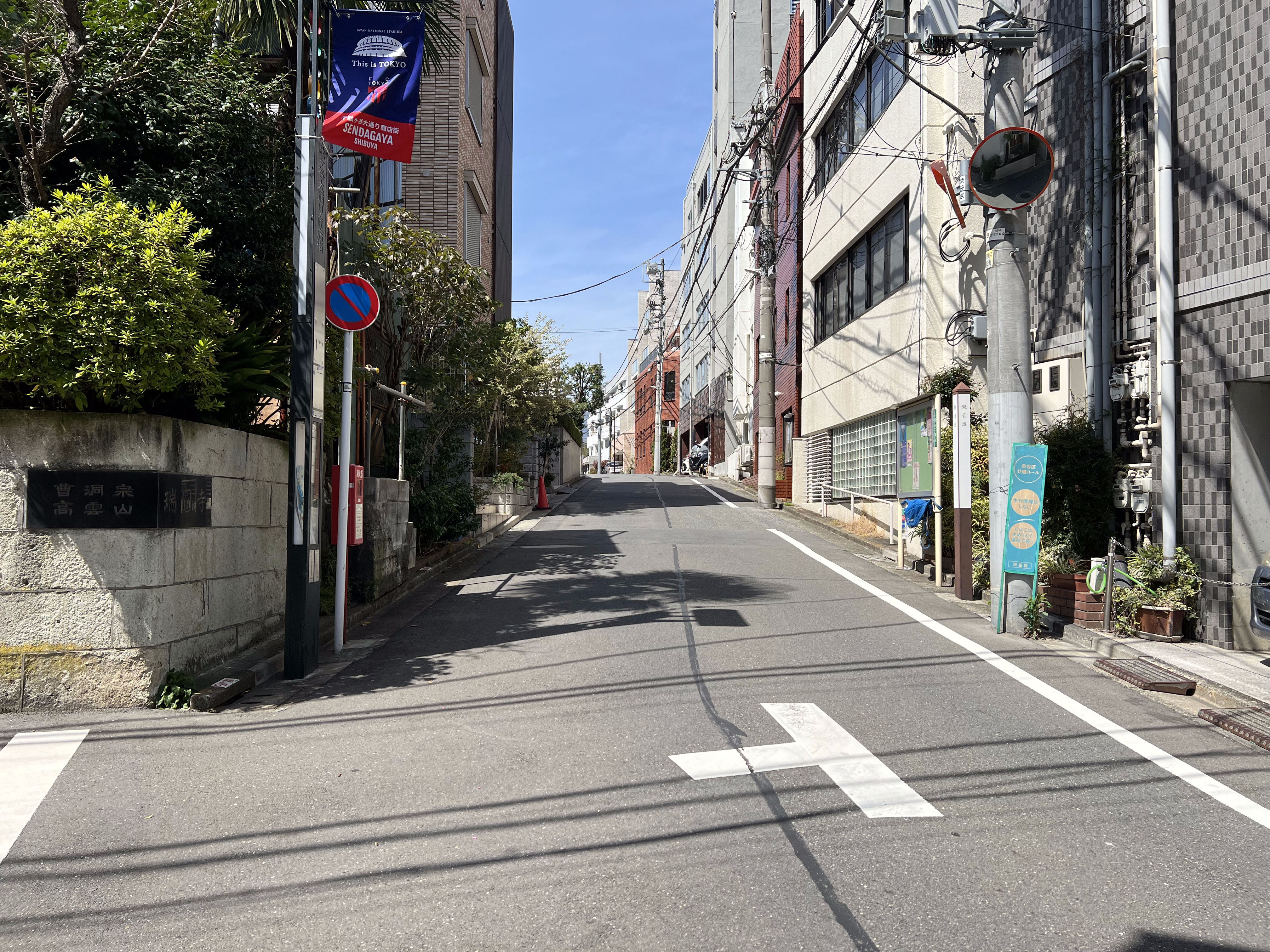

東京都渋谷区千駄ヶ谷一丁目と二丁目の境界にある、聖輪寺門前の坂である。明治公園、国立競技場脇の外苑西通り「観音橋交差点」を西に折れた聖輪寺前から坂は始まり、瑞円寺入口前を通って鳩森八幡神社のある台地まで登っている。
坂名は、聖輪寺（真言宗観谷山聖輪寺）の本尊であった如意輪観音像に由来する。

## 聖輪寺

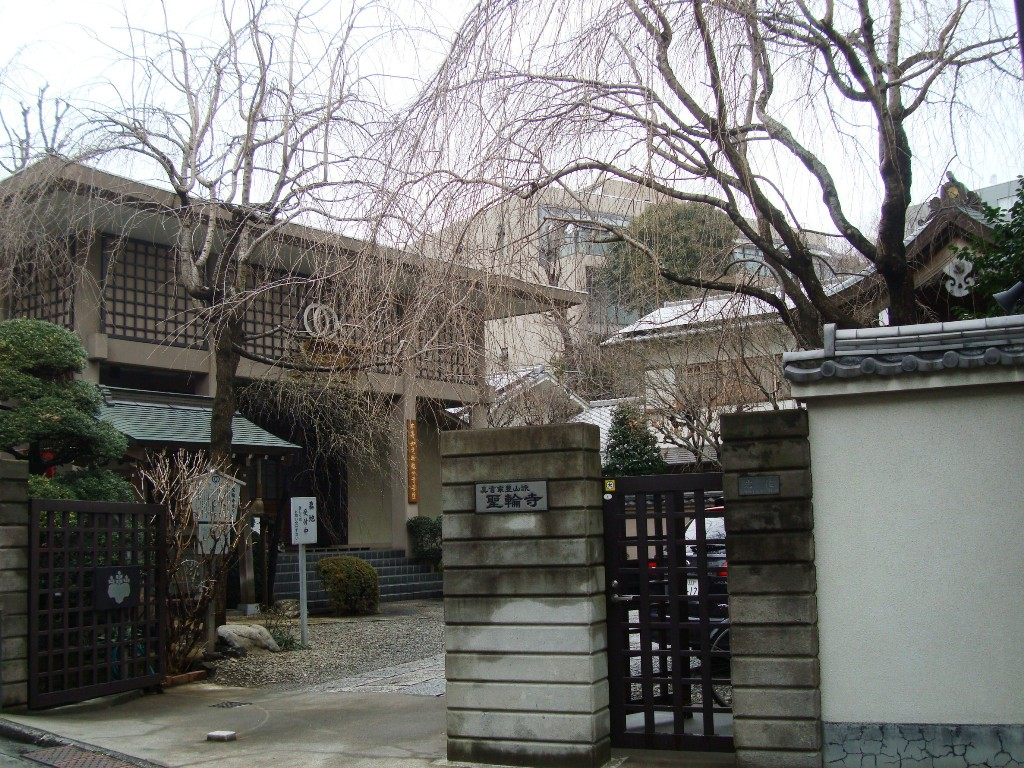
聖輪寺

聖輪寺（しょうりんじ）は、観音坂の坂下にある真言宗の寺である。山号は、観谷山福聚院。千年以上の寺歴を持つ寺で、江戸寺院中でも浅草の浅草寺と並んで最も古い寺のひとつといわれる。
聖輪寺の本尊は如意輪観音である。これは円仁（慈覚大師）、もしくは行基の作と伝わる十一面如意輪観音であったが、大東亜戦争中の1945年（昭和20年）5月、アメリカ軍による空襲を受けて焼失した。
この観音には、観音の眼が金だと聞いた賊が寺に盗みに入ったところ自分の刀に貫かれて死んでしまい、爾来「目玉の観音」として崇められたとの言い伝えがあった。地誌『江戸名所図会』には、聖輪寺が浅草寺と並んで千年以上の歴史を持つ江戸の寺であるという菊岡占涼による説と、身の丈が3尺5寸で両目が金で作られていたという目玉の観音の伝説が紹介されている。

## 観音橋
観音橋はかつて穏田川(渋谷川の上流)にかかっていた橋で、観音坂の坂下にあった。暗渠となったかつての穏田川(渋谷川)は、千駄ヶ谷付近では渋谷区と新宿区の境となって跡を留めているが、そのすぐ西に開通した外苑西通りと、観音坂から観音橋を渡って国立霞ヶ丘競技場の南を東へ向かっていた道との交差点が「観音橋」と名付けられており、かつてこの地に川が流れ橋が架かっていたことの名残りと、国立競技場の建て替え前にはそこから道が東へ伸びていた目印となっている。

## その他の観音坂
東京都内には千駄ヶ谷の観音坂のほか、新宿と神田にも観音坂として知られる坂がある。

### 四谷の観音坂

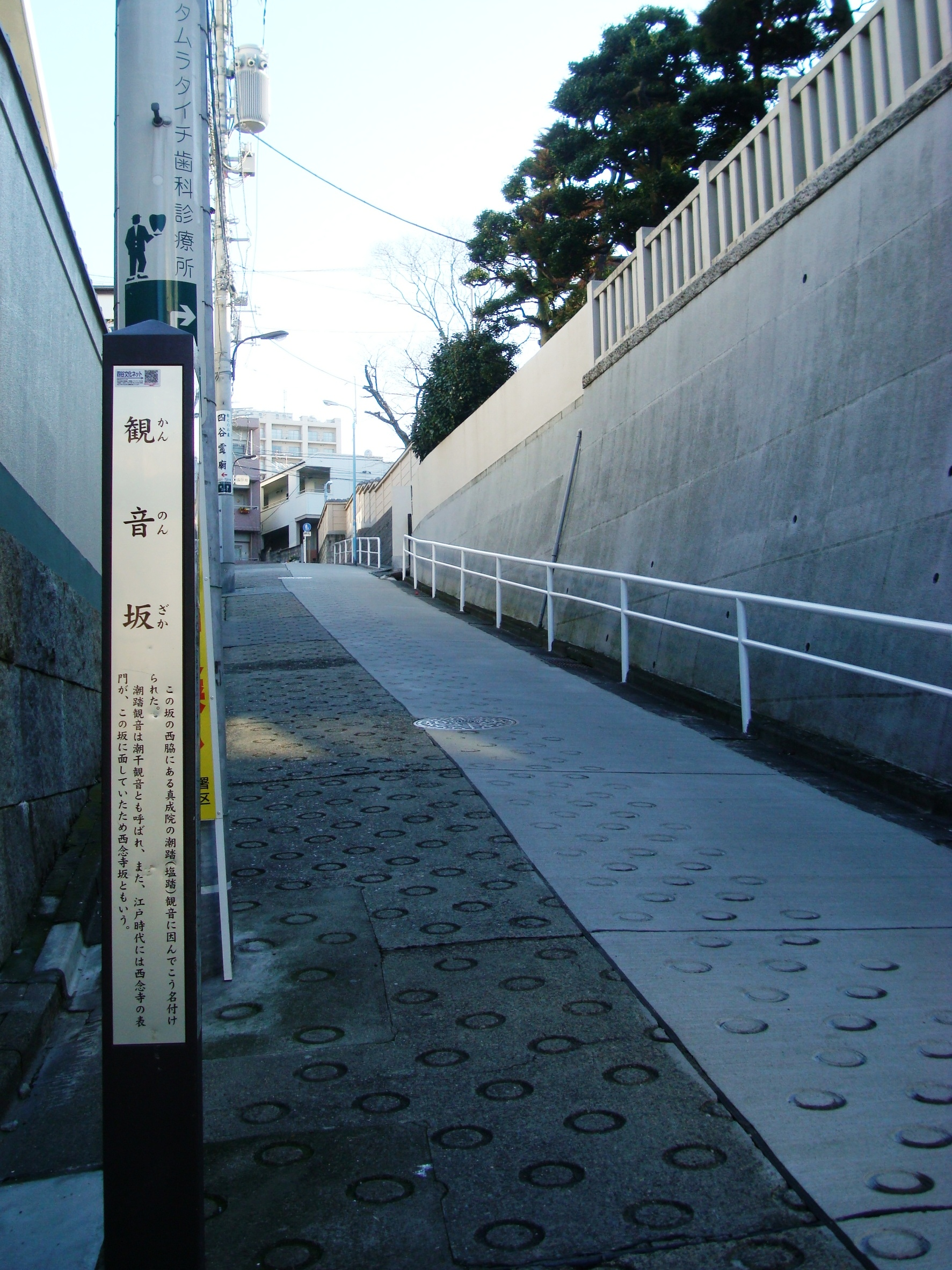
観音坂（新宿区若葉二丁目）

新宿区若葉二丁目の西念寺と真成院との間の坂にも観音坂の名が付いている。
この坂は西念寺坂、西念坂、潮踏坂、潮干坂などとも呼ばれ、若葉二丁目9番（旧鮫河橋谷町）から北東、新宿通り方面に上る。
真成院には塩踏観音、またの名を汐干観音がある。真成院は真言宗の寺で、観音像は『新編江戸志』に「人皇62代村上天皇の尊像なり、これにおいて肥後守頼清公つねにこの観音を崇拝し、その後堂宇を造り安置し奉る」と記されているもので同院の秘仏であったが、寺はアメリカ軍の空襲受けて1945年（昭和20年）に全焼した。

### 神田の観音坂
神田の観音坂は、千代田区神田淡路町一丁目と二丁目の境界を東に下っている。頂上は竜名館本店の前辺で、坂の傍には聖観音の小祠があり、坂の麓にはかつて琵琶湖の湖水奉行であった芦浦観音寺の屋敷があった。